# NEOSSat
NEOSSat (англ. Near Earth Object Surveillance Satellite) — канадский космический телескоп. Первый специализированный космический аппарат, предназначенный для отслеживания потенциально опасных астероидов (аналогичных 2012 DA14) и космического мусора.

## Характеристики
Представляет собой небольшой (массой не более 74 кг) и недорогой (25 млн долларов) астрономический спутник, основной инструмент которого — телескоп системы Максутова диаметром 15 см и апертурой f/5,88 (аналогичный установленному на спутнике MOST). Может различать объекты яркостью до 20 звёздной величины и обнаруживать астероиды диаметром более 500 м.
Спутник способен вести непрерывную съёмку пространства в пределах 45—55 градусов со стороны Солнца, а также на 40 градусов ниже и выше орбиты Земли. Информация с двух ПЗС-матриц разрешением 1024x1024 обрабатывается двумя ЦСП с тактовой частотой 80 МГц и немедленно передаётся в Университет Калгари. Скорость передачи — до 2 Мбит/с (в S-диапазоне, протокол обмена соответствует рекомендациям CCSDS).
У спутника отсутствует двигательная установка. Потребляемая мощность — 80 Вт. Энергоснабжение осуществляется от литий-ионных аккумуляторов, заряжаемых солнечными батареями на основе арсенида галлия. Высота орбиты — от 630 до 830 км, один оборот КА совершает примерно за 100 минут.

## Запуск
Запущен 25 февраля 2013 года в 12:31 UTC (16:31 мск) из индийского Космического центра имени Сатиша Дхавана с помощью ракеты-носителя PSLV C-20. За запуском наблюдал президент Индии Пранаб Мукерджи. Особый интерес прессы к спутнику был вызван падением Челябинского метеорита 15 февраля 2013 года.
Вместе с NEOSSat было запущено ещё 6 спутников:
- SARAL[англ.] — франко-индийский океанологический спутник, предназначенный для измерения уровня океана;
- Sapphire — канадский военный спутник;
- UniBRITE-1[англ.] и TUGSAT-1[англ.] — первые австрийские наноспутники;
- STRaND-1 — малый британский спутник, в котором роль бортового компьютера играет смартфон;
- AAUSAT3[англ.] — спутник стандарта CubeSat, созданный студентами из Дании.

Общая масса семи спутников составляет 668,5 килограмма.

## Результаты
В 2014 году в интернете появились снимки астероида 1999 RQ36, сделанные NEOSSat.